# Labeo batesii
Labeo batesii är en fiskart som beskrevs av Boulenger, 1911. Labeo batesii ingår i släktet Labeo och familjen karpfiskar. IUCN kategoriserar arten globalt som livskraftig. Inga underarter finns listade i Catalogue of Life.